# Monte Verità
Der Monte Verità (italienisch; deutsch sinngemäss «Wahrheitsberg» oder «Berg der Wahrheit») ist ein 322 m ü. M. hoher Hügel und ein kulturgeschichtliches Ensemble im Schweizer Kanton Tessin.
Das Gelände liegt auf dem Gemeindegebiet von Ascona, etwa einen halben Kilometer nordwestlich der Altstadt. Der am Langensee gelegene Monte Verità war in den ersten Jahrzehnten des 20. Jahrhunderts ein bekannter Treffpunkt von Lebensreformern, Pazifisten, Künstlern, Schriftstellern sowie Anhängern unterschiedlicher alternativer Bewegungen. Nach 1940 verlor der Ort an Bedeutung. Der Versuch einer Wiederbelebung Ende der 1970er Jahre hatte einen sehr begrenzten Erfolg.
Das Ensembledenkmal Monte Verità umfasst unter anderem das Museum Casa Anatta, das Hotel und Restaurant Albergo Monte Verità, das von der Eidgenössischen Technischen Hochschule Zürich auch als Kongresszentrum genutzt wird, ein Kulturzentrum und einen öffentlich zugänglichen Park.
Monte Verità war ursprünglich der Name der dortigen Naturheilanstalt und findet sich erstmals in einem 1902 publizierten Prospekt; zum Motiv siehe unten. In der Folgezeit wurde er auch auf den bislang Monte Monescia genannten Hügel übertragen.

## Geschichte
Zur Vorgeschichte des Siedlungsprojekts Monte Verità gehört eine ganze Reihe auswärtiger Intellektueller, die im 19. Jahrhundert rund um den Lago Maggiore ihren zeitweiligen oder festen Wohnsitz hatten. Die Gegend um Locarno war damals ein Zufluchtsort für politische Rebellen, unter anderem verschiedener russischer Anarchisten. Unter ihnen war Michail Bakunin, der im November 1869 ins Tessin gezogen war. Er lebte zunächst in Locarno und kaufte sich später eine Villa in Minusio, die zum Zufluchtsort für steckbrieflich gesuchte Revolutionäre wurde. Als grosse Gastgeberin vieler bekannter Künstler betätigte sich die russische Baronin Antoinette de Saint Léger. Ort der grossen Feste waren die seit 1885 in ihrem Besitz befindlichen Brissago-Inseln; sie liegen in Sichtweite von Ascona. Um 1889 entwickelte der Politiker und Theosoph Alfredo Pioda gemeinsam mit Franz Hartmann und Countess Constance Wachtmeister den Plan, auf dem Monte Monescia ein theosophisches Kloster mit Namen «Fraternitas» zu errichten. Vermutlich als «Kandidat» für dieses nie realisierte Kloster hatte sich in Monti sopra Locarno der deutsche Lebensreformer Karl Max Engelmann niedergelassen, der zum «Pythagoräer-Bund» um den Naturprediger Johannes Friedrich Guttzeit gehört hatte und nun eine vegetarische Pension betrieb. Im November 1900 begegnete er den Gebrüdern Gräser und machte sie vermutlich auf das bereits von Alfredo Pioda erworbene Grundstück auf dem Monte Monescia aufmerksam. Der Hügel war damals ein durch Reblausbefall bedrohter Weinberg und auf der kahlen Kuppe liessen Schaf- und Ziegenhirten ihre Herden weiden. Henri Oedenkoven und Ida Hofmann schlossen sich dem Vorschlag der Gebrüder Gräser an, dieses Gelände als Siedlungsplatz zu erwerben.

Henri Oedenkoven und Ida Hofmann (1903)

Der ehemalige Konsul Joseph Salomonson beim Ackerbau in der Vegetabilen Cooperative Monte Verità (1907)

Die eigentliche Geschichte des alternativen Siedlungsprojekts begann bereits 1899 in Veldes (damals zu Österreich gehörend, heute in Slowenien). Dort trafen sich bei einem Kuraufenthalt in der Naturheilanstalt Rikli die in Siebenbürgen aufgewachsene Musiklehrerin Ida Hofmann und der belgische Industriellensohn Henri Oedenkoven. Beide waren einander bis dahin unbekannt, entwickelten aber in den wenigen Wochen ihrer gemeinsamen Kur eine starke Sympathie füreinander. Zu ihnen gesellte sich Karl Gräser, ein Offizier der habsburgischen Armee, der ebenfalls beim Heliopathen («Sonnendoktor») Arnold Rikli eine Kur absolvierte und vorhatte, so bald wie möglich zu demissionieren. Karl war in seinen Anschauungen von seinem Bruder Gusto geprägt, der bereits seit einem Jahr ein Wanderleben führte. Gemeinsam unternahmen die drei Brüder Karl, Ernst und Gusto von Veldes aus eine Wanderung nach Florenz. Der angehende Kunstmaler Ernst H. Graeser (1884–1944) lebte später zeitweise ebenfalls auf dem «Wahrheitsberg» und lockte Studienkollegen wie Willi Baumeister, Oskar Schlemmer und Johannes Itten in die nahverwandte Kolonie in Amden am Walensee.
Zwischen Oedenkoven und Hofmann entwickelte sich ein intensiver Briefwechsel, der im Oktober 1900 zu einem Treffen in München führte. Ausser den Initiatoren Oedenkoven und Hofmann nahmen an dieser Zusammenkunft die Brüder Karl und Gustav Gräser («Gusto») teil sowie Idas Schwester Jenny, die Lehrerin Lotte Hattemer und deren Freund Ferdinand Brune aus Graz, ein theosophisch geprägter Gutsbesitzersohn. Nachdem «Henris Plan», die Gründung einer so genannten «vegetabilen Cooperative», vorgestellt worden war, wurde der Beschluss gefasst, dass «das bewegliche Vermögen jedes Einzelnen […] zur Gründung einer Naturheilanstalt […] beigesteuert» werden sollte. Der Hauptteil des zu erwartenden Gewinns würde wieder dem Projekt zufliessen, der Rest des Gewinns unter den Mitgliedern verteilt werden. Falls ein Mitglied – aus welchen Gründen auch immer – die Projektgemeinschaft später einmal zu verlassen beabsichtige, solle ihm das eingezahlte Kapital sobald zurückerstattet werden, «als es flüssig ist». Beschlossen wurde ausserdem, dass die Kooperative am Ufer eines der oberitalienischen Seen gegründet werden sollte und dass man sich, um den entsprechenden Ort zu finden, unverzüglich – und zwar zu Fuss – auf den Weg machen wollte.

### 1900 bis 1920

#### Kooperative und Naturheilanstalt
Im Herbst 1900 wurden Henri Oedenkoven und Ida Hofmann gemeinsam mit Karl Gräser, Gusto Gräser und Lotte Hattemer nach einigen Wochen des Suchens in Ascona fündig und kauften das Grundstück von Alfredo Pioda auf dem Monte Monescia. Mit Zukäufen von anderen Eigentümern erwarben sie vier Hektar. Sie gründeten ihre «vegetabile Cooperative», eine Siedlungsgemeinschaft auf zunächst veganer und später vegetarischer Grundlage, und gaben dieser 1902 den Namen Monte Verità. Hinter diesem Namen verbarg sich nicht der Anspruch der neuen Eigentümer, im Besitz der Wahrheit zu sein. Vielmehr sollte der neue Name das Bemühen, wahrhaftig zu leben, zum Ausdruck bringen. Ida Hofmann schrieb später in der hauptsächlich von Oedenkoven entwickelten neuen ortografi:

«Die bedeutung des fon uns gewälten namens der anstalt [ist so] zu erklären, das wir keines wegs behaupten, die ‹warheit› gefunden zu haben, monopolisiren zu wolen, sondern dass wir entgegen dem oft lügerischen gebaren der geschäftswelt u. dem her konvenzioneler forurteile der geselschaft danach streben, in wort u. tat ‹war› zu sein, der lüge zur fernichtung, der warheit zum sige zu ferhelfen.»

Vorbilder des Siedlungsprojekts Monte Verità gab es bereits. Dazu gehörte unter anderen die einige Jahre zuvor gegründete Oranienburger Obstbau-Kolonie Eden e.G.m.b.H. Direkter Vorläufer war die Künstlergemeinschaft um den Maler und Lebensreformer Karl Wilhelm Diefenbach (1851–1913) auf dem «Himmelhof» bei Wien. Gusto Gräser war dort 1898 sein Schüler gewesen und vermittelte die Anschauungen Diefenbachs auch an seine Brüder Karl und Ernst.
Die Brüder Gusto und Karl Gräser strebten eine kommunitäre Lebens- und Arbeitsgemeinschaft an. Der utopische Sozialist Charles Fourier hatte schon zur Zeit der französischen Revolution das Gesellschaftsmodell von ländlichen Grosskommunen entworfen, in denen volle sexuelle Freiheit gegeben sein sollte. Diese «Harmonie» genannte Lebensform wurde zum Vorbild für Karl Gräser, der damit Erich Mühsam beeinflusste und über diesen den Arzt und Psychiater Otto Gross. Mit der Psychoanalyse von Sigmund Freud gab Gross der Utopie von Fourier ein modernes psychologisches Fundament, er verwandelte zugleich die freudsche Analyse in eine antiautoritäre, kulturrevolutionäre Theorie mit der Forderung: «Revolution fürs Mutterrecht». Der in Deutschland lebende russisch-griechische Philosoph Afrikan Spir hat mit seiner Identitätslehre nicht nur Nietzsches Denken entscheidend beeinflusst, er hatte auch 1869 in seinem Vorschlag an die Freunde einer vernünftigen Lebensführung das Modell einer lebensreformerisch-philosophischen Kommune entworfen, das Friedrich Nietzsche mit Freunden in Süditalien kurzzeitig verwirklichte. Von Kant her kommend hat Spir eine Philosophie der Identität entwickelt: «Identität mit sich selbst ist die höchste Norm» Daraus ergibt sich für das Handeln und Streben des Menschen: «Moralisch wollen und handeln = In Uebereinstimmung mit sich selbst (mit seiner wahren Natur) wollen und handeln». Von Spir her sowohl wie von Indien her kommt Gusto Gräsers Grundthema: «Heimkehr zum Selbst».
Um das Siedlungsprojekt zu finanzieren und gleichzeitig einer grösseren Öffentlichkeit bekannt zu machen, gründeten Oedenkoven und seine Lebenspartnerin Hofmann die Naturheilstätte Sonnen-Kuranstalt, dem wenig später das Sanatorium Monte Verità folgte. Einer der frühen Gäste dieser Einrichtung war der barfüssige Wanderprediger gustaf nagel, der auf seiner Missionsreise von Arendsee nach Jerusalem auf dem Monte Verità im November 1902 eine kurze Pause einlegte. Ida Hofmann berichtete über diesen Besuch:

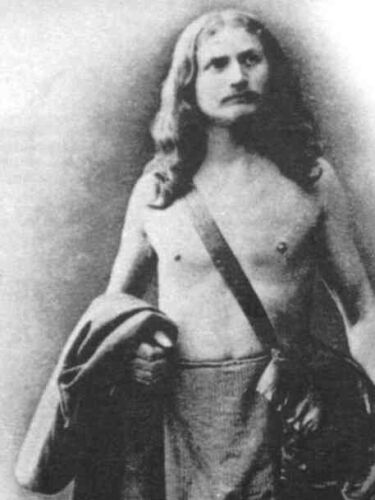
gustaf nagel – einer der frühen Besucher des Monte Verità

«Gustav Nagel tritt am 17. November vor unsere erstaunte Gruppe. Heftiges Schneegestöber hindert ihn nicht, blossfüssig und nur mit einem kurzen Hemde bekleidet einherzugehen. Helle Freude breitet sich über die Züge der Anwesenden; denn der Anblick seiner Persönlichkeit wirkt erfrischend; er macht den Eindruck eines Genesenden, aber noch nicht Gesunden. Seine Gestalt, sein von lockigem Haar umwallter Kopf sind schön. Ausdruck und Haltung sind edel, sein Auge jedoch ist unstät – er lacht oft kurz und grundlos auf. Nagel zeigt uns Atteste von den bekanntesten deutschen Medizinern und Naturärzten, welche einstimmig seine vielfach angezweifelte Zurechnungsfähigkeit bestätigen, damit Nagel sich von der über ihn verhängten Kuratel befreien könne. Er verkauft viele Ansichtskarten mit seinem eigenen Bildnis an uns, schläft Morgens bis 11 Uhr, lässt sich sein Essen zum Bett bringen, hüllt sich tagsüber nackt in eine wollene Decke, friert dabei jämmerlich und eilt von Unruhe getrieben, nach zweitägigem Aufenthalt zum Schiffe, das ihn weiter nach Süden bringen soll.»

Auch nach der Gründung des Sanatoriums Monte Verità 1900 spielten Anarchisten und Pazifisten auf dem Berg eine massgebliche Rolle. So besuchte Graf Pjotr Alexejewitsch Kropotkin mehrmals den Monte Verità. Ein anderes Beispiel ist Erich Mühsam. Der politische Aktivist und Antimilitarist befreundete sich während seiner Aufenthalte zwischen 1904 und 1908 mit dem Siedler Karl Gräser, wollte dessen Schriften herausgeben. Der Sozialistische Bund von Gustav Landauer unterhielt in Ascona eine eigene Ortsgruppe, die Zürcher Anarchisten sammelten sich in der Mühle von Ronco. Die Gewerkschafterin Margarete Faas-Hardegger und der Tolstoianer Bernhard Mayer gründeten eigene Kommunen. Der Schriftsteller Oskar Maria Graf und der Maler Georg Schrimpf bildeten mit anderen Münchnern eine Gruppe bei Locarno. Die Tat-Gruppe des Sozialistischen Bundes vermittelte Militärdienstverweigerer zu den Brüdern Gräser. Vor und während des Ersten Weltkriegs sammelten sich auf dem Monte Verità Verweigerer, Emigranten und Flüchtlinge aus den kriegführenden Staaten wie Hans Arp, Hugo Ball, Ernst Bloch, Hermann Hesse, Johannes Nohl, Hans Richter, Arthur Segal und viele andere. Durch Hermann Hesse, der seinen Freund, den Mitgründer Gusto Gräser, in den Meistergestalten seiner Dichtungen verewigte, durch Gerhart Hauptmann, Bruno Goetz, Reinhard Goering, Emil Szittya und andere Schriftsteller, vor allem aber durch die Person von Gusto Gräser selbst, wurde der Berg zu einem Mythos.

#### Künstlerkolonie
Um die beiden Dichter und Maler Gusto und Ernst H. Graeser entwickelte sich eine Künstlerkolonie. Nach einer gemeinsamen Ausstellung der Brüder in Locarno im Winter 1906/1907 entstand eine ständige Gemäldegalerie im Hause von Karl Gräser. Ihnen schlossen sich in den folgenden Jahren in den Sommermonaten eine Gruppe der Wiener «Neukünstler» an: Anton Faistauer, Robin Christian Andersen, der künftige Lehrer von Friedensreich Hundertwasser, und Gustav Schütt. Aus München kamen die Maler Richard Seewald und Georg Schrimpf, aus dem Rheinland Heinrich Maria Davringhausen und Carlo Mense, aus Holland Otto van Rees und seine Frau Adya. Der Darmstädter Maler Alexander Wilhelm de Beauclair und seine Frau Friederike eröffneten eine Malschule. Mit dem Ausbruch des Weltkriegs setzte ein Zustrom von kriegsgegnerischen Künstlern und Exilanten ein. Es kamen der aus dem Elsass stammende Maler und Bildhauer Hans Arp und seine Gefährtin Sophie Taeuber-Arp, aus Rumänien der Maler Marcel Janco, aus München die Rilkefreundin Lou Albert-Lasard, aus Berlin der Dadaist Hans Richter. Um den Moldawier Arthur Segal und seine Malschule bildete sich ein Freundeskreis, dem neben Arp, Ernst Frick und Otto van Rees auch Alexej von Jawlensky, Marianne von Werefkin und Paul Klee angehörten. Der Schwede Viking Eggeling und der deutsche Maler Hans Richter entwickelten die ersten abstrakten Filme. Unter der Anleitung seines Freundes Gustav Gamper machte auch Hermann Hesse in Ascona seine ersten Malversuche. Bilder von ihm wie auch von dem Gräserfreund Adolf Stocksmayr und den anderen Künstlern bildeten dann den Grundstock für das 1922 gegründete Museo Comunale von Ascona. Die deutschen Architekten Carl Weidemeyer und Paul Evertz brachten die Architektur der Moderne nach Ascona. Beispiele sind das Teatro San Materno von Weidemeyer (1927/1928) und das Gräserhaus von Paul Evertz (1903).

#### Organisation

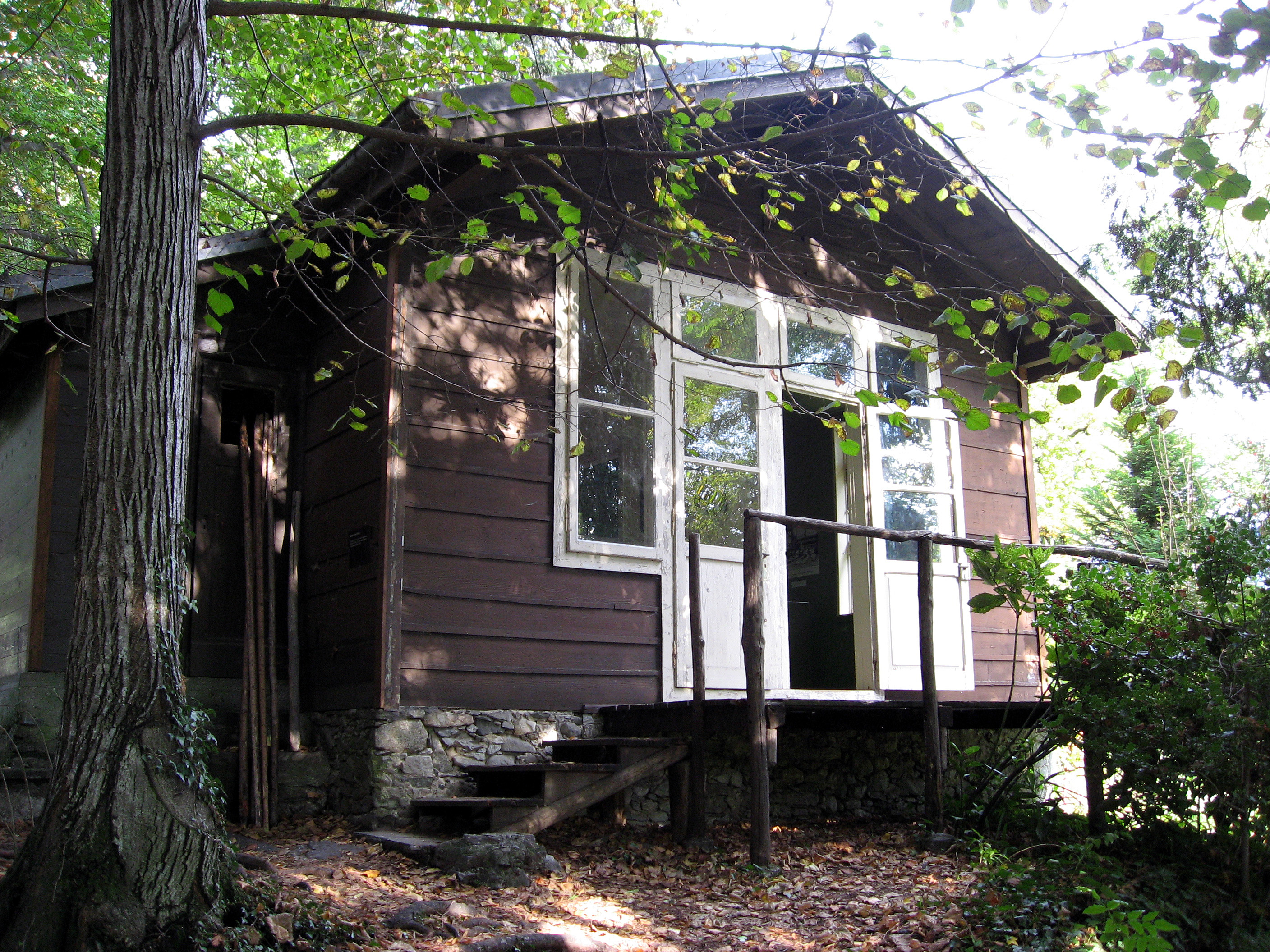
Licht-Luft-Hütte Casa Selma

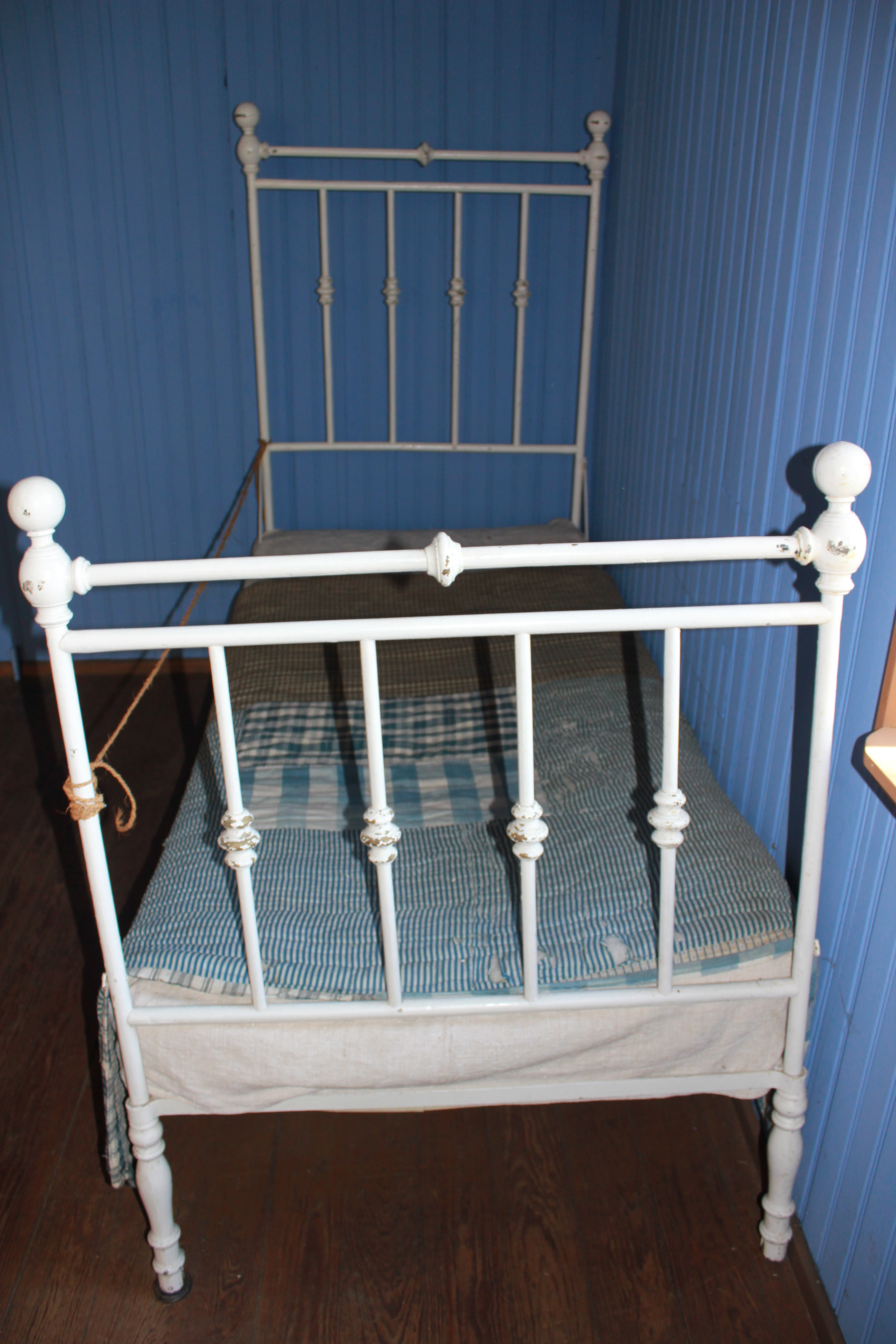
Eisenbett in der Casa Selma

Der Monte Verità war weder Landkommune noch reine Künstlerkolonie. Das Besondere dieser Siedlung lag darin, dass es weder eine Leitung noch eine Organisation oder Verfassung gab. Die ursprüngliche Gemeinschaft der Gründer bestand nur ein Jahr und löste sich dann auf. Allerdings wurde sie zum Anlass, dass Anhänger und Gesinnungsverwandte sich in der Nähe niederliessen. Die Kette der Ansiedler reichte von dem deutschen Erfolgsschriftsteller Emil Ludwig aus Frankfurt, der sich in Moscia eine Villa baute, über den ungarischen Ingenieur und Tolstoianer Wladimir Straskraba, der die Gaststätte «Heidelbeere» betrieb, bis zu dem deutsch-russischen Baron Ferdinand von Wrangell, Ozeanograph, Schriftsteller und ehemaliger Erzieher am Zarenhof. Und sie reichte von dem Rustico der Malerin Elly Lenz über die türlose Ruine der ehemaligen Lehrerin Lotte Hattemer bis zum Vogelfängerturm Roccolo, in dem die Schauspielerin Käthe Kruse ihre ersten Puppen bastelte. Häuser erwarben, bauten oder mieteten ausserdem der Zahnarzt Schneider, die Ärzte Rascher und Wilhelm, der Bildhauer Max Kruse aus Berlin, die Opernsängerin Langvara, die bekannte Naturärztin Anna Fischer-Dückelmann aus Dresden, die Baronin Bock von Wülfingen, der reiche Pelzhändler, Sozialist und Tolstoianer Bernhard Mayer, der Maler und Archäologe Ernst Frick, der schwäbische Handwerker Karl Vester aus Vaihingen/Enz, die Millionärswitwe und Spiritistin Steindamm aus Berlin; Frau Paulus, eine Freundin von Annie Besant; Leo Novak, ein ehemaliger österreichischer Offizier, dann Theosoph und Mäzen Rudolf Steiners; der Arzt und Anarchosyndikalist Raphael Friedeberg aus Berlin; die Maler Filippo Franzoni aus Locarno, Alexander Wilhelm und Friederike de Beauclair aus Darmstadt, Ernst Wagner aus Graz, Arthur Segal aus Moldawien und andere. Auch Johannes Nohl und Erich Mühsam hatten sich Grundstücke gekauft. Zum Monte Verità zu zählen ist auch die Fabrikantengattin Albine Neugeboren, die in Locarno Monti mehrere Häuser besass.
Die Ansiedler kamen meist aus dem gehobenen Bürgertum, nur Ernst Frick und Karl Vester aus dem Arbeiter- und Handwerkerstand. Die Bewohner kamen und gingen einzeln und freiwillig, ohne Plan und Programm; sie waren in keiner Weise gebunden. Hergeführt wurden sie durch ideelle Interessen: Lebensreform, Spiritualität, Pazifismus, Ablehnung der staatlichen, sozialen und religiösen Gegebenheiten. Freiheit in jeder Richtung und Suche nach Wahrheit in jeder Richtung war das Motiv, kultureller Umbau oder Neubau das Ziel. Mit den Worten von Erich Mühsam: «Bruch mit dem Bestehenden … Auszug auf den heiligen Berg». Das Sanatorium von Oedenkoven und Hofmann bot zwar ein weithin sichtbares Aushängeschild und den Anziehungspunkt für zahlende Kurgäste, war aber durch sie an das Bestehende gebunden und daher im Kreis der Künstler und Schriftsteller wenig angesehen. «Mit diesen allen hatten wir eigentlich nichts Geistiges gemein», schrieb Hermann Hesse mit Blick auf die «Suchenden von sehr verschiedener Art» der Naturheilanstalt. Erich Mühsam sprach schon 1904 von einem «rein kapitalistischen Unternehmen». Dass die bisherige Geschichtsschreibung das Sanatorium in den Mittelpunkt stellte, war eine Folge der einseitigen Quellenlage. Oedenkoven und Hofmann hatten Dokumente und Schriften hinterlassen; die verstreuten Ansiedler, meist eigenwillige Individualisten, hinterliessen kaum eine Spur.
Aus der Pionierzeit gibt es noch einige Häuser und Zeugnisse, die besucht werden können:
- Casa Anatta: Wohnhaus der Gründer der Naturistenkolonie, gebaut 1902. Es galt schon 1930 als «originellstes Schweizerhaus in Holz» mit Flachdach, doppelten Wänden, Rolltüren und in allen Räumen hölzernen Tonnengewölben. Heute beherbergt es eine permanente Ausstellung über die Geschichte des Monte Verità und seiner Kolonie.
- Casa Selma: eine typische «Licht-Luft-Hütte», die von der Kolonie und der Vegetariergenossenschaft in den ersten Jahren nach der Besiedlung des Monte Verità übernommen wurde.
- Der Holzpavillon Chiaro mondo dei beati wurde auf dem Fundament des damaligen Solariums erbaut. Darin befindet sich das gleichnamige Riesengemälde von Elisar von Kupffer (1923).
- Russenhaus: erbaut für russische Exilanten, wurde 2015 nach Renovierung wieder eröffnet.
- Casa Francesco: Haus von Karl Gräser, 1903–1906 im Heimatschutzstil erbaut nach einem Entwurf des Architekten Paul Evertz, mit zwei Wandfresken von Alexander Wilhelm de Beauclair. Im Haus soll ein Hesse-Gräser-Museum eingerichtet werden, doch ist es derzeit vom Abriss bedroht. (Stand 2014)

#### Ausdruckstanz
Nachdem er sich im Mai 1913 mit dem Vorschlag, auf dem Monte Verità eine Schule für Kunst zu gründen, an Henri Oedenkoven gewandt hatte, hielt der Tanzreformer Rudolf von Laban von 1913 bis 1917, jeweils von April bis Oktober, Sommerkurse auf dem Monte Verità ab. Diese prägten den Ruf vom Monte Verità als einem Zentrum des Ausdruckstanzes. Labans Idee war künstlerische Arbeit, die «in Form und Inhalt aus der Gemeinschaft herauswachsen (muss), zu der ich sie zusammenführen will». Mit Schülerinnen und Schülern seines Münchener Bewegungsateliers experimentierte er auf dem Monte Verità mit freiem Tanz vorzugsweise an der frischen Luft, teilweise nackt, teilweise mit leichten Gewändern bekleidet, der nur mit Trommelschlägen oder ganz ohne Musik arbeitete. Leitmotiv war stets der Aufbau einer Verbindung zum Innersten des jeweiligen Tänzers beziehungsweise der Tänzerin selbst. Laban behielt seine Sommerkurse bis 1917 bei, auch nachdem er, dem Beginn des Ersten Weltkriegs geschuldet, 1915 mit seiner «Schule für Kunst» in die Schweiz umgezogen war.
Zu seinen etwa 25 von ihm selbst mitgebrachten Schülern, darunter Sophie Taeuber (die spätere Bildende Künstlerin Sophie Taeuber-Arp), reisten weiterhin Tanzbegeisterte aus ganz Deutschland an, darunter auch die bekannte Gertrud Leistikow oder aus Hamburg die Schwestern Gertrud und Ursula Falke sowie Katja Wulff. Labans Assistentinnen auf dem Monte Verità waren Suzanne Perrottet und die junge Mary Wigman (damals noch Wiegmann), die ganz am Anfang ihres Werdegangs stand, der sie zu Deutschlands berühmtester und einflussreichster Ausdruckstänzerin machte. Für Patienten des Sanatoriums auf dem Monte Verità gab Laban zudem private Unterrichtsstunden, die bereits die Züge der später erst entwickelten Tanztherapie trugen.
Nach grösseren Freiluftinszenierungen in den vorangegangenen Jahren – darunter das 1914 an der schauspielerischen Herausforderung letztlich gescheiterte Drama Sieg des Opfers von Hans Brandenburg – inszenierte Laban, seit 1913 Freimaurer, zuletzt im August 1917 ein von Sonnenuntergang bis Sonnenaufgang sich ziehendes «kultisches Tanzspiel» unter freiem Himmel zu dem auf dem Monte Verità stattfindenden Kongress des freimaurerischen Ordens O.T.O mit Hymnus, Weihespiel, Tanzritus und Fackelreigen. Mary Wigman hielt dazu einen Vortrag über Ausdruckstanz in Erziehung, Leben und Kunst.
Unabhängig von und rund zehn Jahre vor Labans und Wigmans den Ausdruckstanz prägenden Arbeit hatte Gusto Gräser schon im Jahr 1900 in Paris die US-amerikanische Tänzerin Isadora Duncan kennengelernt, deren Bruder Raymond Duncan ein Anhänger Gräsers wurde und sich nach dessen Vorbild kleidete. Gräser selbst probierte sich anschliessend auf seinen Wanderungen als Laientänzer und Rezitator aus. Für die frühen Nackttänzer prägten die Dorfbewohner um den Monte Verità schon um 1902 den Begriff Balabiott, eine Zusammensetzung von biot «nackt» und ballare «tanzen».

### 1920 bis 1964

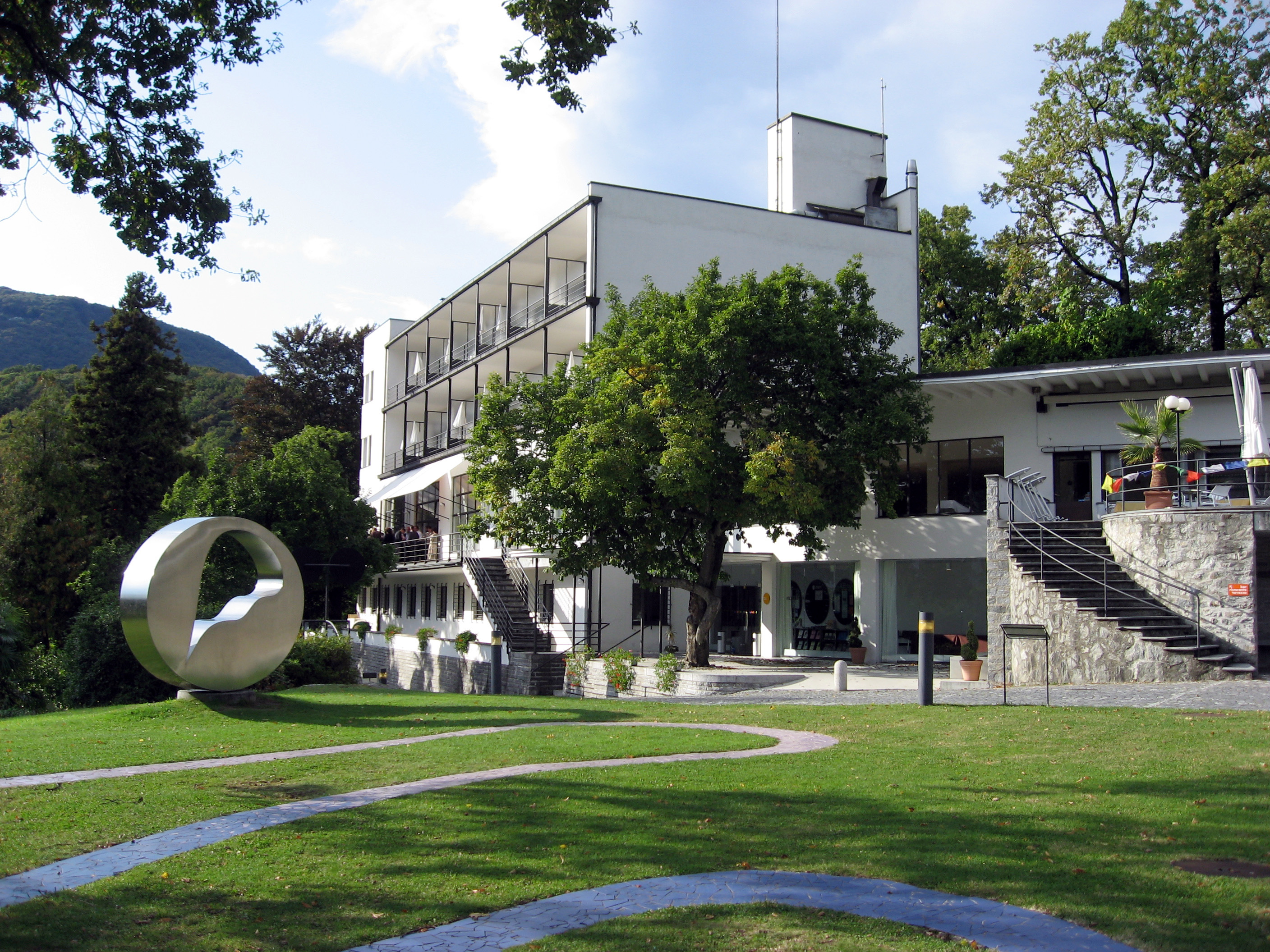
Hotel von Emil Fahrenkamp

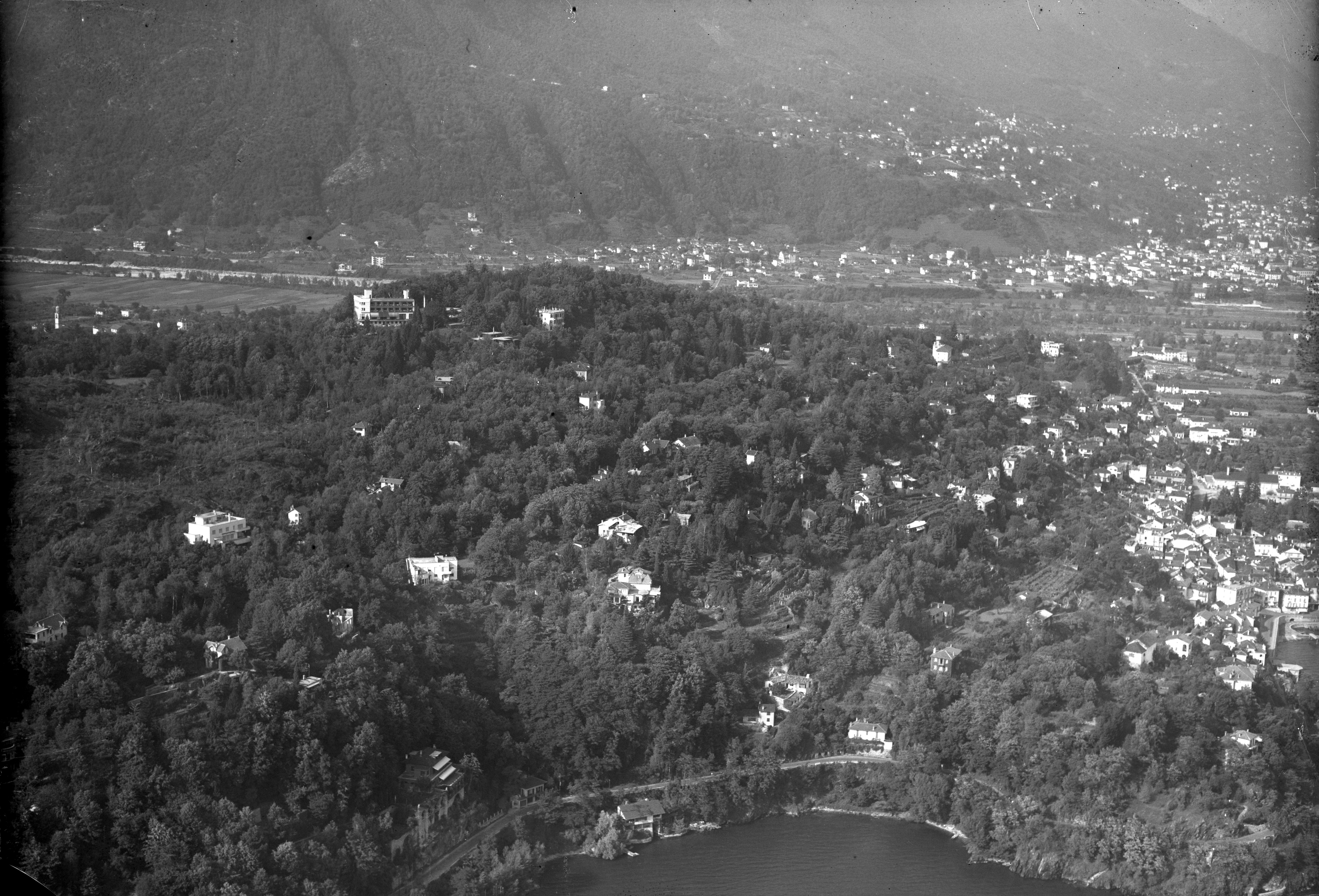
Werner Friedli: Monte Verità, Flugaufnahme von 1946

Im Jahr 1920 wurde die Anlage verpachtet und im Haupthaus wurde ein Kinderheim untergebracht; die «Casa Anatta» diente als Restaurant mit Tanz und Musik. Das Heim wurde bald von den Behörden geschlossen.
1923 machte die russische Malerin Marianne von Werefkin den deutschen Bankier Eduard von der Heydt auf die frühere Lebenskolonie aufmerksam, an der sie früher selbst teilgenommen hatte. Werefkin konnte schliesslich Von der Heydt dazu bewegen, den legendären Berg zu erwerben. Von der Heydt war von seiner 22 Jahre älteren, «reizvollen Begleiterin» sehr beeindruckt: «Bei dem Abendessen war auch die höchst amüsante russische Malerin Marianne von Werefkin zugegen […] Sie hatte wie viele interessante Russinnen nicht nur einen grossen Charme, sondern auch eine überzeugende Art zu sprechen und einen anzuschauen. Mit blitzenden Augen fragte sie mich, ob ich schon die Perle Asconas, den ‹Monte Verità›, gesehen hätte, was ich verneinte. Ich hatte von einem Monte Verità noch nie etwas gehört. Wir verabredeten für den nächsten Tag eine gemeinsame Tour dorthin, und sie erzählte mir in kurzen Stichworten die merkwürdige Geschichte dieses Berges […] Als ich mit gespannter Aufmerksamkeit den Erzählungen der Frau von Werefkin lauschte und mit ihr über den Berg schritt, war ich begeistert von der Schönheit und einzigartigen Lage von Monte Verità.»
Von der Heydt erwarb den Berg 1926 für 160.000 Franken und arrondierte das Gelände. Zunächst liess er 1927 von Ludwig Mies van der Rohe den Entwurf für einen Hotelneubau erstellen. Dann jedoch beauftragte er 1929 seinen Freund, den Architekten Emil Fahrenkamp, mit der Ausführung im Bauhausstil. Das «Hotel Monte Verità» stattete er mit einem Teil seiner ostasiatischen Sammlung aus. Von der Heydt hatte dazu 1936 den Kunsthistoriker Karl With in die Schweiz geholt und unterstützte ihn, bis dieser 1939 in die USA emigrierte. Der Berg lebte mit dem Hotel erneut als ein internationaler Anziehungspunkt auf. Der Zweite Weltkrieg beendete diese Blütezeit. 1946, als die Schweizer Staatsanwaltschaft ein Verfahren wegen nachrichtendienstlicher Tätigkeit für das Dritte Reich gegen Von der Heydt eröffnete, vermachte dieser seine Ostasiatika der Stadt Zürich, die damit 1952 das Museum Rietberg gründete. Das Verfahren endete mit seinem Freispruch. Der Berg ging 1964 aufgrund einer testamentarischen Verfügung Von der Heydts in den Besitz des Kantons Tessin über. Bereits 1956 war der Kanton Besitzer der auf dem Monte Verità verbliebenen Teile seiner Kunstsammlung geworden. Es handelt sich um etwa 500 Kunstwerke aus dem 16. bis 20. Jahrhundert sowie aus China und Japan.
Der Monte Verità zog weitere Künstler und Lebensreformer an, die sich in der Nähe niederliessen: Elisar von Kupffer und Eduard von Mayer, die in Minusio das Sanctuarium Artis Elisarion bauten, und Margarethe Faas-Hardegger mit der kommunitären Siedlung Villino Graziella, auch in Minusio.
1949 wurde über eine 1944 vermessene Anomalie des Erdmagnetfelds berichtet, deren Achse in WSW-ONO-Richtung vom Gridone über den Pizzo Leone gegen das Maggiadelta zieht.

### 1978 bis heute
Der Monte Verità wurde durch die Ausstellung Mammelle delle verità von Harald Szeemann und ein von Hermann Müller initiiertes Revival-Treffen 1978 wiederentdeckt. Die Ausstellung wurde danach in Zürich, Berlin, München und Wien gezeigt und war ein grosser Erfolg, da sie dem Bedürfnis nach Alternativen in den 1970er Jahren eine historische Grundlage gab. Szeemann hatte den Monte Verità wieder zu einem Gesamtkunstwerk gemacht, Hermann Müller dagegen wieder zu einem lebendigen Sammelplatz für – auch jüngere – Lebenskünstler. Szeemanns Ausstellung ist seit 1981 im Museo Casa Anatta untergebracht, um das er sich bis zu seinem Tod kümmerte. In Deutschland bewahrt das Deutsche Monte-Verità-Archiv Freudenstein die grösste Sammlung über die Geschichte des Berges.
Ende der 1980er Jahre wurde unter dem Monte Verità ein 1,1 Kilometer langer Strassentunnel gebaut. Er entlastet die Innenstadt Asconas, wo es besonders in der Ferienzeit häufig zu langen Staus kam. Heute fahren die Autos durch den Tunnel an Ascona vorbei, die alte Uferstrasse dient als Spazierweg und dem Anliegerverkehr.
1989 wurde die Stiftung Monte Verità gegründet. Sie ist verantwortlich für den Betrieb der Anlage, unter anderem auch des «Centro Stefano Franscini» (CSF), dem internationalen Konferenzzentrum der Eidgenössischen Technischen Hochschule Zürich. Das CSF veranstaltet bis zu 25 wissenschaftliche Konferenzen pro Jahr auf dem Monte Verità. Der Kanton Tessin führt in der verbleibenden Zeit kulturelle Veranstaltungen durch.
Im Frühjahr 2006 wurde auf dem Monte Verità ein Teepark eröffnet. Die Teepflanzen (Camellia sinensis) können hier auch erworben werden. Ein Zen-Garten und ein Tee-Haus (im Loreley-Haus), in dem Tee-Zeremonien und Seminare zum Thema Grüner Tee abgehalten werden, ergänzen den Park.

## Prominente und andere Besucher

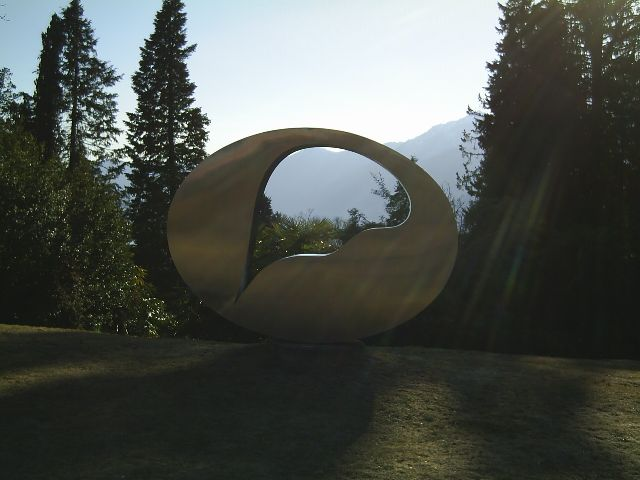
Hans Arp: Roue Oriflamme / Goldflammendes Rad (1962) auf dem Monte Verità

Die Liste der prominenten Persönlichkeiten aus Kunst, Literatur, Politik und Gesellschaft, die der Monte Verità anlockte, umfasst u. a. Adelige wie den belgischen König Leopold II., den letzten deutschen Kronprinzen Wilhelm von Preussen, den Komponisten Richard Strauss, den Politiker Konrad Adenauer oder den Psychoanalytiker Carl Gustav Jung, der regelmässig viele Sommer lang seine Eranos-Tagungen abhielt. Der elsässische Dichter René Schickele wollte nur für acht Tage kommen, blieb dann aber fast acht Wochen. In der Literatur werden viele weitere Personen genannt, deren Aufenthalt jedoch nicht immer belegt ist.
In der Zeit vom März 1906 bis September 1909 wurden im Fremdenblatt Locarno und Umgebung 411 Sanatoriumsgäste verzeichnet. Durchschnittlich hielten sich etwas mehr als elf Gäste gleichzeitig auf und sie blieben im Schnitt fünfeinhalb Wochen. Die meisten waren also temporäre Gäste und nicht Teil der permanenten Kolonie. Sie stammten aus Deutschland (35 %), der Schweiz (16 %), Russland (12 %), Frankreich (8 %), Benelux (5,6 %), Italien (5,5 %) und weiteren Ländern.
Von der Heydt und sein Freund Werner von Rheinbaben beziffern die Zahl der Besucher des Monte Verità zwischen 1926 und 1958 auf rund 30'000 bis 35'000 sowie «mindestens dieselbe Zahl Passanten […] welche nur kurze Einkehr hielten».

## Rezeption
Die Lebensgemeinschaft bot einerseits ideale Voraussetzungen für eine dauerhafte «alternative» Lebens- und Wirtschaftsform. Allerdings standen deren Ziele, Werte und Methoden im Gegensatz zu denen der «etablierten» bürgerlichen Gesellschaft:
- Sie hatte die Chance, in einem völlig unerschlossenen Gelände beim Punkt Null zu beginnen.
- Sie wurde von der sie umgebenden Gesellschaft in Ascona und im Tessin geduldet und nicht behindert. Sie konnte sich voll ihrem Bestimmungszweck widmen, ohne Sicherungs- und Verteidigungsmassnahmen treffen zu müssen.
- Sie wurde mit den reinsten Idealen und lautersten Absichten gegründet, ohne auf gesellschaftliche oder sonstige Sachzwänge Rücksicht nehmen zu müssen.

Andererseits litt die Lebensgemeinschaft unter ständigen Spannungen und Konflikten, an denen sie schliesslich auch scheiterte. Nach Darstellung von Robert Landmann waren folgende Gründe dafür verantwortlich:
- Stark gegensätzliche Wertvorstellungen, Einstellungen und Motive vieler Akteure und Besucher
Der kleinste gemeinsame Nenner – die Ablehnung der bürgerlichen Welt – erwies sich als zu schmale Grundlage für ein dauerhaftes Gedeihen der Kolonie.
- Unterschiedliche Vorstellungen der Kolonisten von einer «natürlichen» Lebensweise
Während der «moderne» Flügel (repräsentiert durch zum Beispiel Henri Oedenkoven) am Monte Verità den technischen Fortschritt bewusst, aber eben «richtig» einsetzen wollte, lehnten die Vertreter des «Primitivismus» (zu denen zum Beispiel die Brüder Gräser zählten) die Technik als Quelle des Übels rundweg ab.
- Zu hoch gesteckte Ziele und Forderungen (Konflikt zwischen Idealismus und Realismus / Pragmatismus)
Beispiel 1: Die Forderung der Veganer nach einer Umstellung von ledernen Sandalen (Tierprodukt!) auf pflanzliches Schuhwerk liess sich mangels gleichwertiger pflanzlicher Materialien nicht verwirklichen. – Beispiel 2: Nicht alle Kolonisten waren in der Lage, der Forderung der Vegetaristen nachzukommen und sich ausschliesslich pflanzlich zu ernähren. – Beispiel 3: Nicht alle Kolonisten konnten sofort, vollständig und dauerhaft auf Genussmittel (vor allem Tabak, Alkohol, Kaffee und Tee) verzichten (Abstinenz). – Beispiel 4: Der Verzicht auf Dienstboten und Angestellte, die in den Augen mancher Kolonisten als Objekte bürgerlicher Ausbeutung galten, erwies sich als nicht praktikabel.
- Meinungsverschiedenheiten über das Reformtempo, d. h. die «richtige» Geschwindigkeit, mit der die theoretisch formulierten Idealzustände anzustreben und herbeizuführen seien
Entsprechend häufig waren Innovationen von «Kurzatmigkeit» gekennzeichnet: Gedanken wurde oft keine Zeit gelassen, auszureifen; Versuche wurden abgebrochen, bevor sie Gelegenheit hatten, den Beweis ihrer Tauglichkeit zu erbringen; Verordnungen und Aufrufen wurde selten Zeit gelassen, sich restlos auszuwirken; Erfolge wurden selten ganz ausgeschöpft; Neuerungen überstürzten und Arbeiten überholten sich, kaum dass sie beendet waren.
- Ein ungehemmtes Ausleben persönlicher Neigungen etlicher Bewohner (Egoismus) ohne Rücksicht auf die Bedürfnisse anderer und die Erfordernisse der Gemeinschaft
Beispiel 1: Faulenzer und Schmarotzer, die sich von den (anderen) Kolonisten «durchfüttern» liessen, ohne sich selbst in den Dienst der Gemeinschaft zu stellen. – Beispiel 2: Behinderung von Kolonisten durch Gäste, die erstere in lange Unterhaltungen verwickelten und dadurch von der Arbeit abhielten. – Beispiel 3: Mangelnder Respekt mancher Besucher vor dem Gemeinschaftseigentum der Kolonie. Beim Verlassen der Kolonie nahmen sie ungefragt mit, was sie als persönlichen Bedarf für nötig hielten.
- Das Fehlen von Statuten, das heisst einer verbindlichen, von allen Mitgliedern anerkannten formalen Gemeinschaftsordnung
Eine solche Satzung hätte die Möglichkeit geboten, Neuankömmlinge und Besucher, die nicht bereit waren, sich für das Wohl des Gemeinwesens einzusetzen, abzuweisen beziehungsweise nach einer Probezeit oder bei wiederholten, gravierenden Verstössen gegen die vereinbarten Regeln von der Kolonie auszuschliessen. Das Instrument einer Satzung war jedoch als (vermeintlich) «bürgerliche» Institution verpönt.

Dass die Kolonie gleichwohl zwanzig Jahre durchhielt und bis heute ihre Strahlkraft nicht verloren hat, verdankt sie in erster Linie ihren Sezessionisten. Das sah Erich Mühsam schon 1930 so und erst recht Martin Green in seiner grundlegenden Monographie von 1986. Karl und Gusto Gräser, Jenny Hofmann und Lotte Hattemer, die Aussteiger unter den Aussteigern, waren fest entschlossen, ihre ursprünglichen Ideale rein zu erhalten. Der deutsche Soziologe Winfried Gebhardt äusserte dazu: «Sie verliessen zwar das Gelände des gemeinsam begonnenen Siedlungsprojekts, nicht aber den Monte Verità. Sie siedelten sich in der Nähe der Oedenkovenschen Besitzung an und lebten hier ihr Ideal eines einfachen, harmonischen, nur dem Augenblick geweihten, sich selbst genügsamen Lebens absoluter Armut und fanatischer Kulturverachtung […] dafür aber im Einklang mit der Natur. Ihr Beispiel wirkte ansteckend.» Sie hätten den Traum einer Symbiose von Freiheit und Verwurzelung gelebt. «Die lebensreformerischen Bohémiens vom Monte Verità sind, wenn nicht das Vorbild, so doch der Stamm, dem all diese Versuche (einer Reorganisation der Gesellschaft) entwuchsen und heute noch entwachsen. Ihr Entwurf einer neuen Gemeinschaft war der ‹wahnwitzige› Versuch, alle die Moderne tragenden, aus dem Charisma der Vernunft geborenen Ideen des Liberalismus, des Sozialismus, des Idealismus, des Anarchismus (und als spezifische Beigabe: des Vegetarismus) in einer geschlossenen, konsistenten Lebensform zu vereinen.» Hubert Mohr zieht mit dem Verweis auf andere Siedlungsprojekte und alternative lebensreformerische Gesellschaftsentwürfe das Fazit: «Der Monte Verità reiht sich somit in die Tradition der europäischen gesellschaftskritischen Sozialutopien ein.»

## Hörfunk
- Eine Lange Nacht über den Monte Verità. Jungbrunnen für Entrückte. Deutschland, 2010, 172:34 Minuten, Buch und Regie: Peter Mayer, Produktion: Deutschlandfunk, Ursendung: 6. März 2010, Audio-Datei (Memento vom 10. Juli 2016 im Internet Archive; mp3), Auszüge aus dem Manuskript und Gedichte.
- Mythos Monte Verità. Veganismus und Nacktheit als Befreiungsprogramm. Von Thomas Migge. Deutschlandfunk, 30. November 2017.
- Monte Verità, une réforme de la vie sur la montagne. 4 expériences de retour à la nature (2/4). France culture 02/01/2018.

## Filme
- Freak Out – Monte Veritá. Der Traum vom alternativen Leben. Dokumentarfilm. Schweden, Dänemark, Norwegen, 2014, 84:40 Min., Buch: Carl Javér, Fredrik Lange, David Wingate, Regie: Carl Javér, Produktion: Vilda Bomben Film, MDR, arte, deutsche Erstsendung: 12. Januar 2014 bei arte, Inhaltsangabe von arte (Memento vom 13. Januar 2014 im Internet Archive).
- Il monte di Hetty. Dokumentarfilm. Schweiz, Buch und Regie: Alfio di Paoli und Teo Buvoli, Erstsendung: 2. November 2009, 21 Uhr in RSI LA 2. Über den Monte Verità und Gusto Gräser.
- Der Eremit vom Monte Verità: Gusto Gräser – Naturmensch und Philosoph. Fernsehdokumentation. Schweiz, 2006, 48 Min., Buch und Regie: Christoph Kühn, Produktion: Titanicfilm, Eintrag in der Datenbank Swissfilms
- Monte Verità. Utopie einer neuen Zeit. (OT: Monte verità – l’utopie d’un nouvel âge.) Dokumentarfilm. Frankreich, 1996, 52 Min., Buch: Henry Colomer, François Marthouret, Michel Papineschi, Regie: Henry Colomer, Produktion: La Sept, arte, Periplus Ltd., Pathé Télévision, Erstsendung: 10. Dezember 1997, Filmdaten in KOBV.
- Julia Benkert: Sanatorium Europa – le refuge des écrivains. Dokumentarfilm über Riva und den Monte Verità. 60 Min. Ausgestrahlt auf Arte am 28. Juni 2017  und im Hessischen Rundfunk am 25. Oktober 2017.
- Monte Verità – Der Rausch der Freiheit. Spielfilm von Stefan Jäger, Schweiz/Deutschland/Österreich, 2021.

### Sachliteratur
- Elisabetta Barone, Matthias Riedl, Alexandra Tischel: Pioniere, Poeten, Professoren. Eranos und der Monte Verità in der Zivilisationsgeschichte des 20. Jahrhunderts. Königshausen & Neumann, Würzburg 2004, ISBN 3-8260-2252-1.
- Stefan Bollmann: Monte Verità. 1900 – der Traum vom alternativen Leben beginnt. DVA, München 2017, ISBN 978-3-421-04685-7.
- Mara Folini: Der Monte Verità von Ascona (= Schweizerische Kunstführer. Nummer 939/940, Serie 94). Gesellschaft für Schweizerische Kunstgeschichte, Bern 2013, ISBN 978-3-03797-117-8.
- Giò Rezzonico (Hg.): Antologia di Cronaca del Monte Verità. I quaderni dell’ Eco di Locarno, Locarno 1992.
- Martin Green: Mountain of Truth. The Counterculture begins. Ascona, 1900–1920. University Press of New England, Hanover/London 1986, ISBN 0-87451-365-0.
- Adolf Grohmann: Die Vegetarier-Ansiedelung in Ascona und die sogenannten Naturmenschen im Tessin. Referate und Skizzen. Halle a. S. 1904 (Neudruck mit Anmerkungen und Nachwort hrsg. von Hanspeter Manz: Edizioni della Rondine, Ascona 1997, OCLC 81523196).
- Gabriele Guerra (Hrsg.): Tra ribellione e conservazione: Monte Verità e la cultura tedesca. Istituto Italiano di Studi Germanici, Rom 2019, ISBN 978-8-89586835-6.
- Ida Hofmann-Oedenkoven: Monte Verità. Wahrheit ohne Dichtung. Karl Rohm, Lorch 1906.
- Claudia Lafranchi, Andreas Schwab: Sinnsuche und Sonnenbad. Experimente in Kunst und Leben auf dem Monte Verità. Limmat Verlag, Zürich 2001, ISBN 978-3-85791-369-3.
- Robert Landmann: Ascona – Monte Verità. Die Geschichte eines Berges. Pancaldi Verlag, Ascona 1930.
- Robert Landmann: Ascona – Monte Verità. Auf der Suche nach dem Paradies. Huber, Frauenfeld 2000, ISBN 3-7193-1219-4.[53]
- Barbara Mahlmann-Bauer, Paul Michael Lützeler (Hrsg.): Aussteigen um 1900. Imaginationen in der Literatur der Moderne. Wallstein, Göttingen 2021, ISBN 978-3-8353-3919-4.
- Eberhard Mros: Phänomen Monte Verità. Neun Bände. Selbstverlag, Ascona 2008/2011, DNB 1013534158.[54]
- Kaj Noschis: Monte Verità. Ascona et le génie du lieu. Presses polytechniques et universitaires romandes, Lausanne 2011, ISBN 978-2-88074-909-5.
- Ursula Pellaton, Pierre Lepori: Monte Verità, Ascona TI. In: Andreas Kotte (Hrsg.): Theaterlexikon der Schweiz. Chronos Verlag, Zürich 2005, Band 2, S. 1265–1268, mit Abbildung auf S. 1267.
- Andreas Schwab: Monte Verità. In: Historisches Lexikon der Schweiz.
- Andreas Schwab: Monte Verità – Sanatorium der Sehnsucht. Orell Füssli, Zürich 2003, ISBN 3-280-06013-3.
- Andreas Schwab: Zeit der Aussteiger. Eine Reise zu den Künstlerkolonien von Barbizon bis Monte Verità. Beck, München 2021, ISBN 978-3-406-77524-6.
- Arturo Schwarz: La casa dell’utopia: Monte Verità e gli artisti. 2008.
- Klaus Steinke: Teehaus, Tanz und Berg der Wahrheit. Silberburg-Verlag, Tübingen 2018.
- Harald Szeemann: Monte Verità. Berg der Wahrheit. Lokale Anthropologie als Beitrag zur Wiederentdeckung einer neuzeitlichen sakralen Topographie. Agentur für geistige Gastarbeit, Civitanova Marche und Tegna, und Electa Editrice, Milano 1978 (sehr umfangreiche, historisch und kulturgeschichtliche Einordnungen des Begegnungsortes in die Avantgardebewegungen der Moderne).
- Ulrike Voswinckel: Freie Liebe und Anarchie: Schwabing – Monte Verità. Entwürfe gegen das etablierte Leben. Allitera, München 2009, ISBN 978-3-86906-027-9.

### Zeitschriften und Zeitungen
- Hans Theiling: Rund um Ascona. In: Zürcher Illustrierte 6, 1930, Heft 23, doi:10.5169/seals-755754#694, S. 722–724.
- Eduard Keller: Monte Verità-Berg der Wahrheit. In: Zürcher Illustrierte, Band 16, Heft 23, 1940, S. 603–605.
- Françoise Jauslin: Eine aussergewöhnliche Topographie. In: Schweizer Kunst. 2/1989, S. 7–9.
- Christian Schröder: Sich frei machen, um frei zu leben. In: Tagesspiegel, 26. Juni 2017.

### Belletristik
- Samir Girgis: Jakob und der Berg der Wahrheit. Historischer Roman über die Geschichte Asconas und des Monte Verità. Schardt Verlag, Oldenburg 2005, ISBN 3-89841-180-X.
- Friedrich Glauser: DADA, Ascona und andere Erinnerungen. Verlag der Arche, Zürich 1976, ISBN 3-7160-1571-7.
- Daphne du Maurier: Monte Verità. In: The Birds & Other Stories. Virago Press 2004, ISBN 978-1-84408-087-8.
- Jan Bachmann: Der Berg der nackten Wahrheiten. Edition Moderne, Zürich 2019, ISBN 978-3-03731-194-3.
- Stephanie Schuster: Glückstöchter – Einfach leben. S. Fischer Verlag, Frankfurt am Main 2023, ISBN 978-3-596-70746-1.